# Oksetan
Oksetan – organiczny związek chemiczny należący do związków heterocyklicznych. Oksetan zbudowany jest z czteroatomowego pierścienia zawierającego trzy atomy węgla i jeden atom tlenu, który jest w pierścieniu heteroatomem.

## Otrzymywanie
Oksetan można otrzymać w wyniku cyklizacji octanu 3-chloropropylu (Cl-CH2CH2CH2OAc) pod wpływem wodorotlenku potasu w temperaturze 140–150 °C. Produkt jest odbierany jako surowy destylat i oczyszczany przez rektyfikację. Wydajność wynosi ok. 40%.